# Clémence Rougier
Clémence Rougier est une athlète française, spécialiste du triple-saut, née le 27 mars 2005 à Lagos au Nigeria.
Championne d’Europe cadette en 2022, elle est vice-championne de France en salle et championne de France junior en 2023. Elle est licenciée au Limoges Athlé.

## Biographie
Clémence Rougier est née le 27 mars 2005 à Lagos, capitale du Nigeria.
En février 2022 à Nantes, Clémence Rougier remporte son deuxième titre consécutif de championne de France cadette de triple saut avec une marque à 12,55 m.
Le 5 juillet à Jérusalem en Israël, Clémence Rougier remporte le titre de championne d’Europe cadette de triple saut avec 13,72 m. En améliorant sa performance personnelle d’1,32 m, elle s'empare du record de France de la catégorie,.
Elle est sélectionnée en équipe de France pour participer aux championnats du monde juniors en août 2022 à Cali en Colombie. Testée sur place positive au COVID-19, elle ne peut prendre part à la compétition.
En septembre, elle est nommée par l'Association européenne d'athlétisme (AEA) pour le titre de d'athlète européen de l'année dans la catégorie Women’s Rising Star (étoile montante féminine), trophée remporté par la Grecque Elína Tzéngko,,.
En février 2023, Clémence Rougier participe pour la première fois aux Championnats de France d'athlétisme en salle à Aubière, dans le Puy-de-Dôme. Elle se classe seconde derrière Ilionis Guillaume, avec une marque à 13,24 m réalisé au quatrième essai. Elle décroche la médaille d'or aux championnats de France Juniors la semaine suivante à Lyon avec un saut de 13,33 m réalisé au premier essai. Elle s'empare du record des championnats U20 en salle et devance Thierrine Correa de 57 centimètres (12,76 m),.
Licenciée au Limoges Athlé, elle est entraînée par Jean-Christophe Sautour comme Jeanine Assani-Issouf.

## Palmarès

### International
| Date | Compétition                   | Lieu      | Résultat | Épreuve     | Marque  |
| ---- | ----------------------------- | --------- | -------- | ----------- | ------- |
| 2022 | Championnats d'Europe juniors | Jérusalem | 1ère     | Triple saut | 13,72 m |

### National
| Date | Compétition                     | Lieu    | Résultat | Épreuve     | Marque  |
| ---- | ------------------------------- | ------- | -------- | ----------- | ------- |
| 2022 | Championnats de France cadets   | Nantes  | 1ère     | Triple saut | 12,55 m |
| 2023 | Championnats de France en salle | Aubière | 2e       | Triple saut | 13,24 m |
| 2023 | Championnats de France Junior   | Lyon    | 1ère     | Triple saut | 13,33 m |
| 2024 | Championnats de France en salle | Miramas | 2e       | Triple saut | 13,82 m |
| 2025 | Championnats de France en salle | Miramas | 2e       | Triple saut | 13,41 m |

## Records
| Épreuve     | Épreuve      | Performance | Lieu      | Date            |
| ----------- | ------------ | ----------- | --------- | --------------- |
| Triple saut | En salle     | 13,24 m     | Aubière   | 18 février 2023 |
| Triple saut | En extérieur | 13,72 m     | Jérusalem | 5 juillet 2022  |